# Tivadar Kosztka Csontváry
Tivadar Kosztka Csontváry (Sabinov, Eslováquia, 5 de julho de 1853 – Budapeste, Hungria, 20 de junho de 1919) foi um pintor húngaro. Foi um dos primeiros pintores húngaros a se tornar conhecido na Europa.
Seus antepassados eram poloneses que emigraram para a Hungria. Embora Csontváry tinha um grande carinho por suas raízes húngaras, cresceu falando uma mistura de língua eslovaca com um pouco de alemão. Durante sua juventude foi um farmacêutico. Aos 27 anos começou a pintar depois de uma visão mística que lhe revelou que seria um grande pintor. A partir de 1890 fez uma longa viagem pelo Mediterrâneo (Dálmácia, Itália e Grécia), Norte de África e Médio Oriente (Líbano, Palestina, Egito e Síria). Embora a sua arte tenha começado a ser reconhecida, o seu carácter solitário, a esquizofrenia progressiva e as ilusões religiosas levaram-no a afastar-se da sociedade. Pintou mais de uma centena de imagens, destacando o seu emblemático Cedro Solitário (1907). A sua arte ligada à pós-impressão e ao expressionismo, embora fosse autodidata e o seu estilo dificilmente é classificável. Entrou para a história como um dos mais importantes pintores húngaros.